# Epidot
Epidotul este un mineral răspândit din clasa silicaților și germanaților, cristalizează frecvent în sistemul monoclinic. Poate conține cantități mici de fier, magneziu sau aluminiu, care de fapt apar prin substituția altor elemente, raportul acestor metale influențează nuanțele de culoare a mineralului.

## Utilizare
Epidotul datorită clivajului bun este mai puțin folosit ca piatră prețioasă. Culorile tipice a mineralului sunt galben-brun sau verde închis.

## Caracteristici

### Geologice
Cristalele de epidot au un habitus prismatic, și sunt destul de frecvente. Culoarea este adesea verde, gri, neagră, dar, mai pot fi observate nuanțe de galben. 

### Grupa epidotului
Epidotul aparține unui grup de minerale; acesta se caracterizează printr-un compus de forma X2Y3 (Si2O7) (SiO4) O (OH,F) fiind izomorf cu piemontitul și allanitul, care conțin mangan și ceriu. Literele X și Y pot fi înlocuite cu elementele:
- X = Ca2+, Fe2+, Mn2+, Mn3+, Ce3+, La3+, Y3+, Th3+ ;
- Y = Al3+, Fe3+, Fe2+, Mn3+, Mn2+, Ti4+ ;

Aceasta este o grupă de douăzeci de minerale, compusă din 19 sorosilicați monoclinici și un sorosilicat ortorombic.

### Cristalografice
Parametrii convențională ai moleculei sunt: a = 8.98 Å, b = 5.64 A, C = 10.22 Å, beta = 115.4 ° V = 467.58, Z = 2; densitatea este de 3,69.
Epidotul cristalizează în grupul de spațiu monoclinic  \ P2_1 / m (Raumgruppen-Nr. 11) cu parametrii zăbrelelor a = 8.89 Å, b = 5.63 A, C = 10.15 Å și β = 115.4 ° și cu două unități de formulă pe unitatea celulară.

### Chimice
Epidotul nu este, practic, atacat de acizi, excepție făcând soluția calcinată, care este apoi congelată în acid clorhidric. În flacără deschisă, epidotul se topește și formează o zgură metalică neagră.

## Origini
Epidotul este un mineral abundent constitutiv al rocilor, dar are origini secundare. El apare în roci metamorfice, marmure, sau  în șisturi. Este, de asemenea, și un produs al alterării hidrotermale a diferitelor minerale, dintre care feldspații, micele, piroxenii, amfibolii, granații etc, compunând rocile vulcanice.

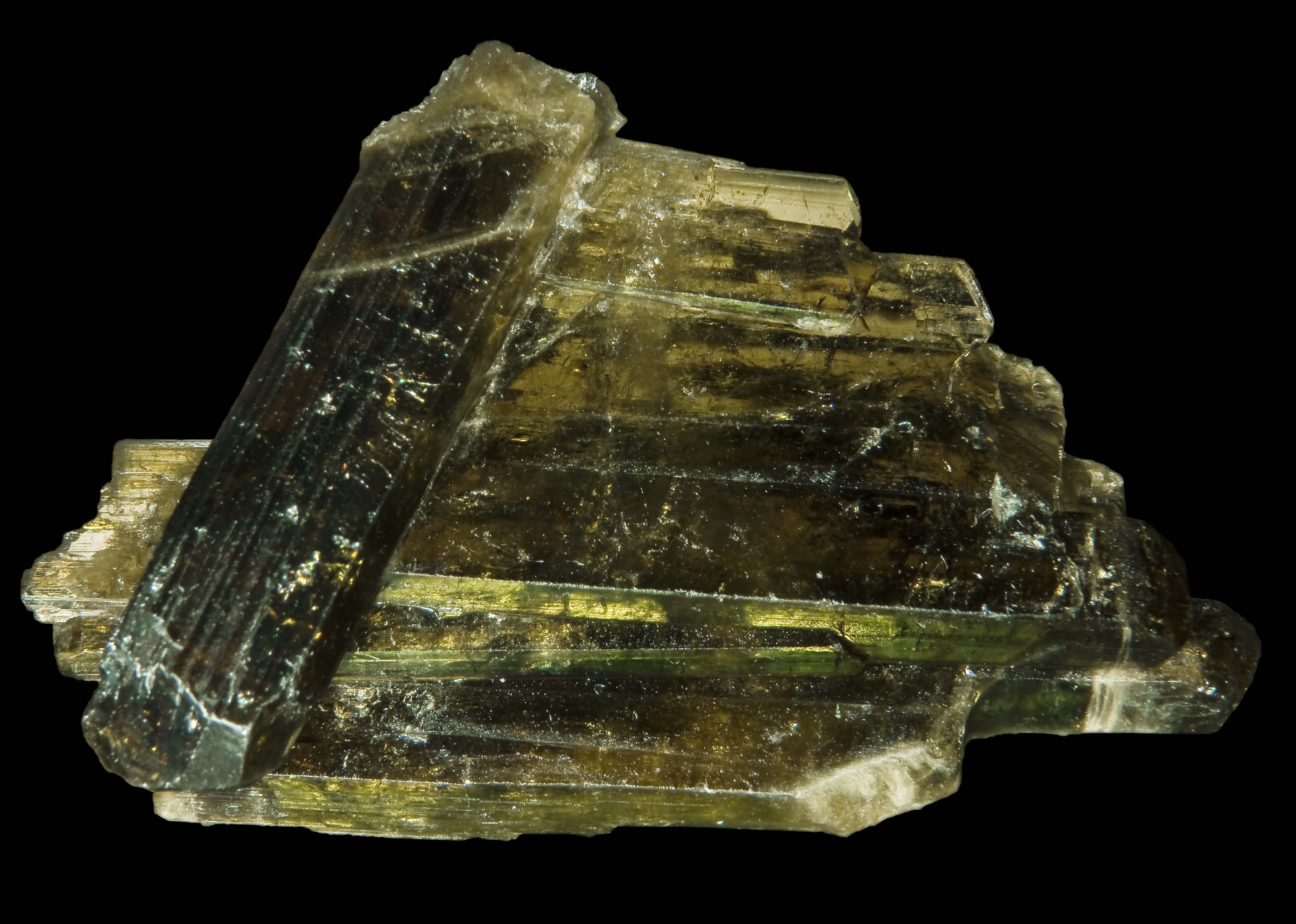
Epidot din Alaska

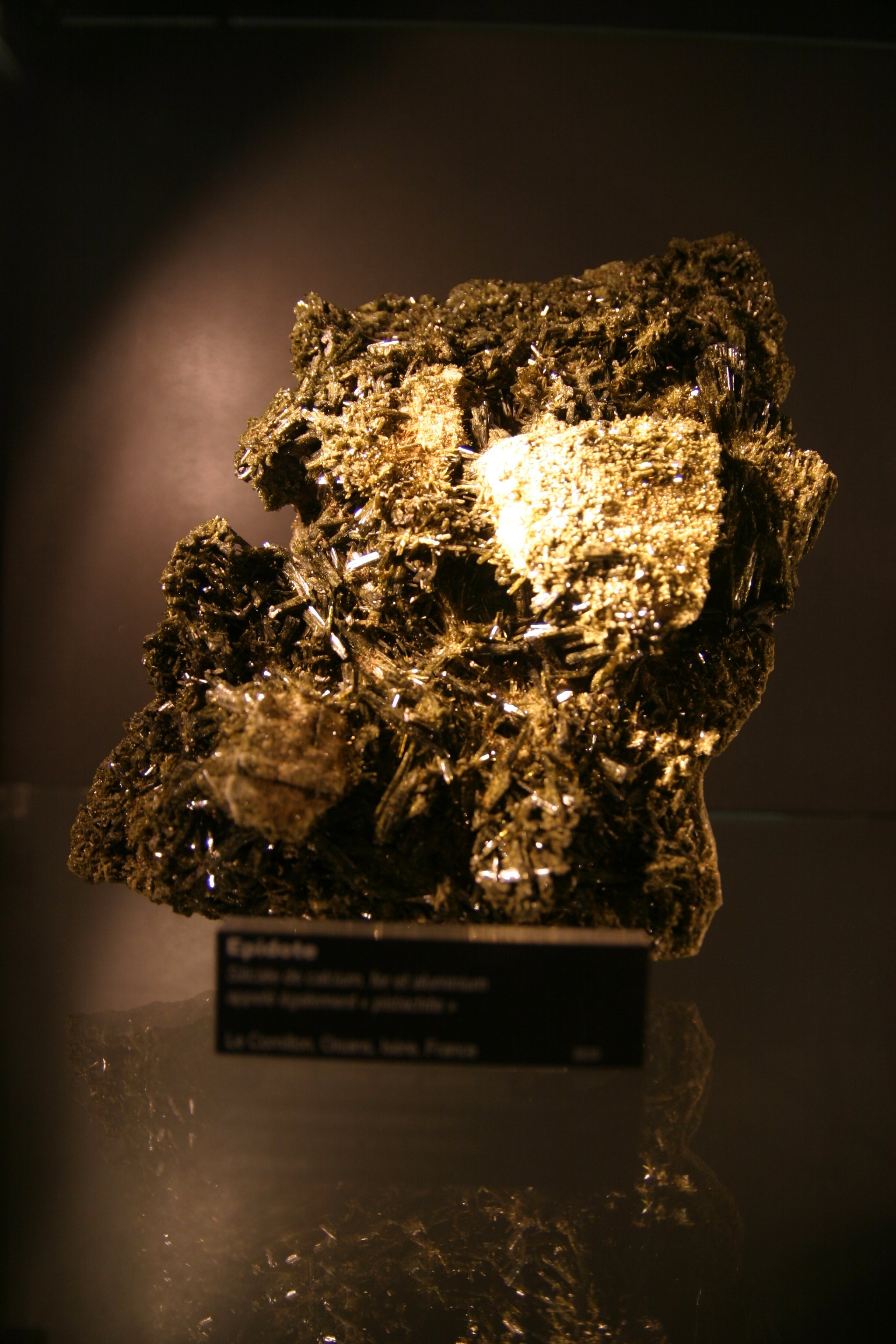

### Răspândire
Roca ce este formată din cuarț și epidot este cunoscută sub denumirea de epidosit. Cristalele bine dezvoltate se găsesc în multe locuri; în Knappenwand, în apropiere de Großvenediger din Salzburg (aici se găsesc cristale magnifice, negre, cu habitus prismatic lung, în cavități de roci, și în șisturi de epidot, cu minerale ca azbestul, adularul, calcitul și apatitul); în valea Ala și Traversella în Piemont; Arendal în Norvegia; Le Bourg-d'Oisans în Dauphiné; Haddam în Connecticut; Inslua Prince of Wales în Alaska (aici cristalele sunt largi, negre-verzui, tabulare, împreună cu roci de cupru și calcar metamorfozat).

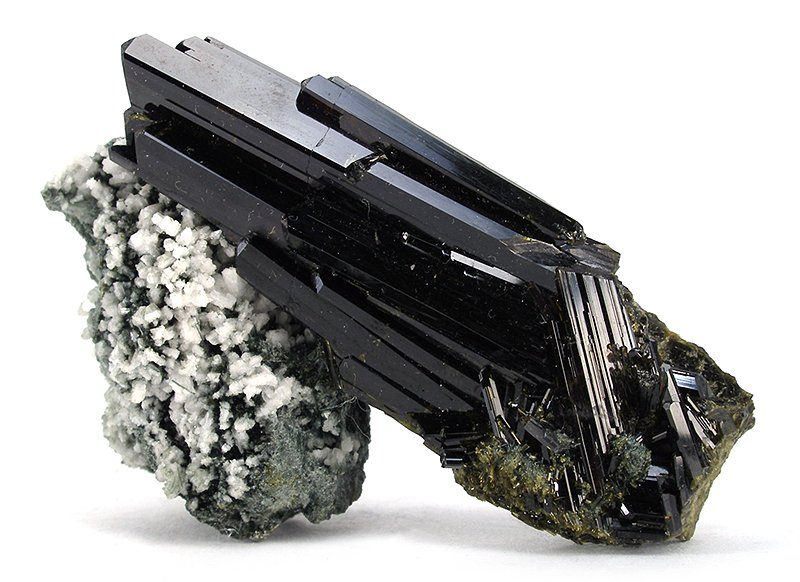
Säuliger Epidot auf Aktinolith (Byssolith) und Dolomit von der Knappenwand in Österreich (Größe: 9 x 6,5 x 5,9 cm)

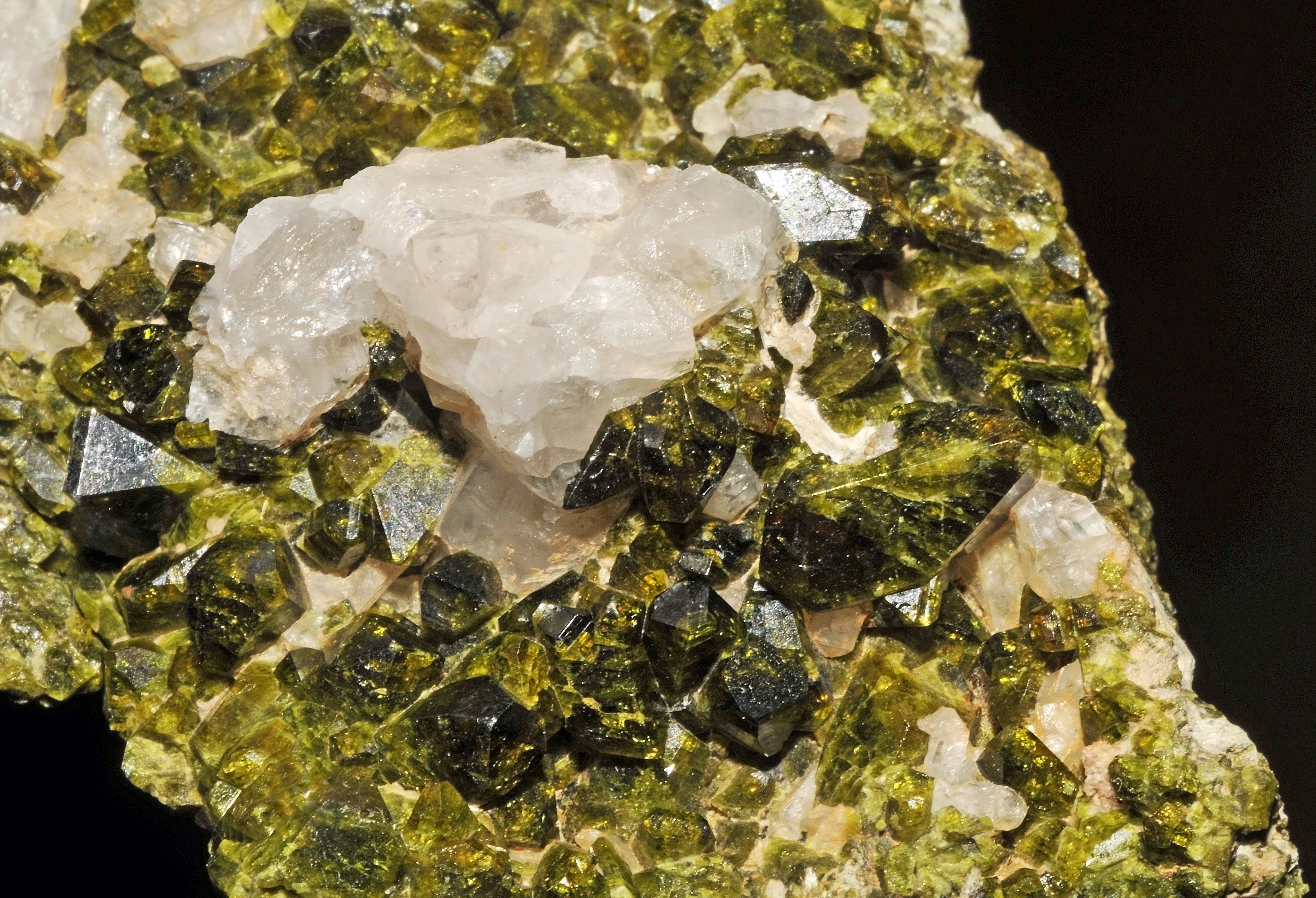
Epidot și cuarț din Italia

Cristalele perfect transparente din Knappenwand sau Brazilia sunt tăiate sau șlefuite ocazional pentru a deveni pietre prețioase.
În afară de Knappenwand, în Austria există și alte locuri de descoperire a mineralului, și anume: Salzburg, Carintia, Stiria și Tirol, Badersdorf și Sieggraben în Burgenland și în Trattenbach, Aggsbach și Waldviertel din Austria Inferioară; Liebenau în Austria Superioară și Montafon în Vorarlberg.

### Răspândirea cristalelor excelente
În anul 2011, localitățile în care epidotul putea fi descoperit măsura un număr de 5600 de localități, remarcate prin descoperirea de minerale excelente. Una dintre aceste localități este, ca de exemplu, Sobotin din Cehia, unde s-au descoperit cristale verzi de 14 cm. Pe pereții peșterilor Untersulzbachtal din Austria au fost găsite cristale de aproximativ 10 cm lungime. 
Unele rapoarte mai vechi de secolul al XIX-lea declară că s-ar fi găsit cristale de 50 cm sau chiar 70 cm. Totuși, aceste date nu sunt justificate corespunzător pentru a fi luate în considerare.

## Istoric

### Etimologie
Numele derivă din cuvântul grecesc epidosis (επίδοσις), ce înseamnă adunare.

### Descoperire

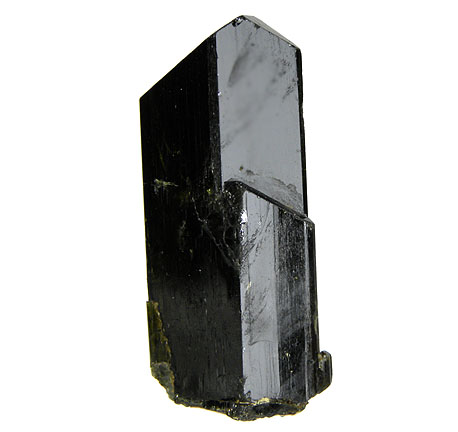
Epidotkristall mit Sicht auf die namensgebende Kristallbasis mit den verschieden langen Seiten

Alpinistul austriac Heinrich Harrer relatează în anul 1962 că papuașii din Noua Guinee foloseau varietatea verde de epidot pentru confecționarea unor topoare din piatră. Epidotul a fost descoperit pentru prima dată în 1782 la Le Bourg d'Oisans, în departamanetul Isere din Franța. Însă, la început, probele descoperite s-au crezut a fi de turmalină. Cu toate acestea, epidotul a fost descris pentru prima oară de mineralogul francez René Just Haüy în anul 1801.
Din anul 2001, Asociația Internațională de Mineralogie (IMA), utilizând noul sistem de clasificare, epidotul aparține clasei silicați-germanați, subclasa sorosilicați.

## Minerale din grupa epidotului
- Acanticonul (acanticon) (d`Andrada 1800) este numit după grecescul άκάνθις (Serrin) și κονίά (pulbere), ce face referire la pulberea mineralului care amintește de culoarea canarilor (papagalilor). Descris la Arendal, Norvegia.
- Acanticonitul(Abildgaard 1800) este denumti pe același prinicpiu ca mai sus.
- Achmatitul (Hermann)a fost descris în Achmatowsk în munții Urali; numele localității a fost sursă de inspirație pentru numele care a inspirat numele mineralului.
- Aescheritul
- Allochitul
- Arendalitul (Karsten, DL G 1800)formeză cristale mari de și a fost denumti după locul descoperirii, Arental din Norvegia.
- Beustite
- Bucklandita/ul (Hermann)
- Delfinitul (Saussure) este denumit după locul descperirii, Dauphine.
- Epidositul este alcătuit din cuarț și epidot
- Epidotitul
- Escherituldenumit inițial mineralogului Escher din secolul XIX
- Ferriepidotul
- Osianitul
- Pistachitul (Werner) este numit și pistazit sau pistasit și este o formă micro-cristalină de epidot
- Puschkinitul (Wagner) este epidote cu incluziuni dicroice de verde si rosu din Werchneiwinsk găsite în munții Urali.
- Rayonnantul sticlos (Werner)
- Turmalină verde din Dauphine (Jean-Baptiste Romé de L'Isle)
- Scorza
- Stralitul sticlos (Napione) numit în germană Strahlstein
- Tallitul (Delamétérie) este numit după grecescul Thallos, care însemnă praf
- Zoisitul (Karsten). Atenție! mai există minerale cu același nume!

## Varietăți
- chrome-pistazitul
- piémontitul
- rosstrévoritul (Greg și Lettsom, în 1858)
- tawmawitul are formula chimică Ca2(Al, Fe3+, Cr)3[O|OH|SiO4|Si2O7] și a fost descris inițial de Tawmaw, în Myitkyina-Mogaung District, Kachin State, Birmania.
- withamitul : Epidot cu mangan

## Galerie de imagini

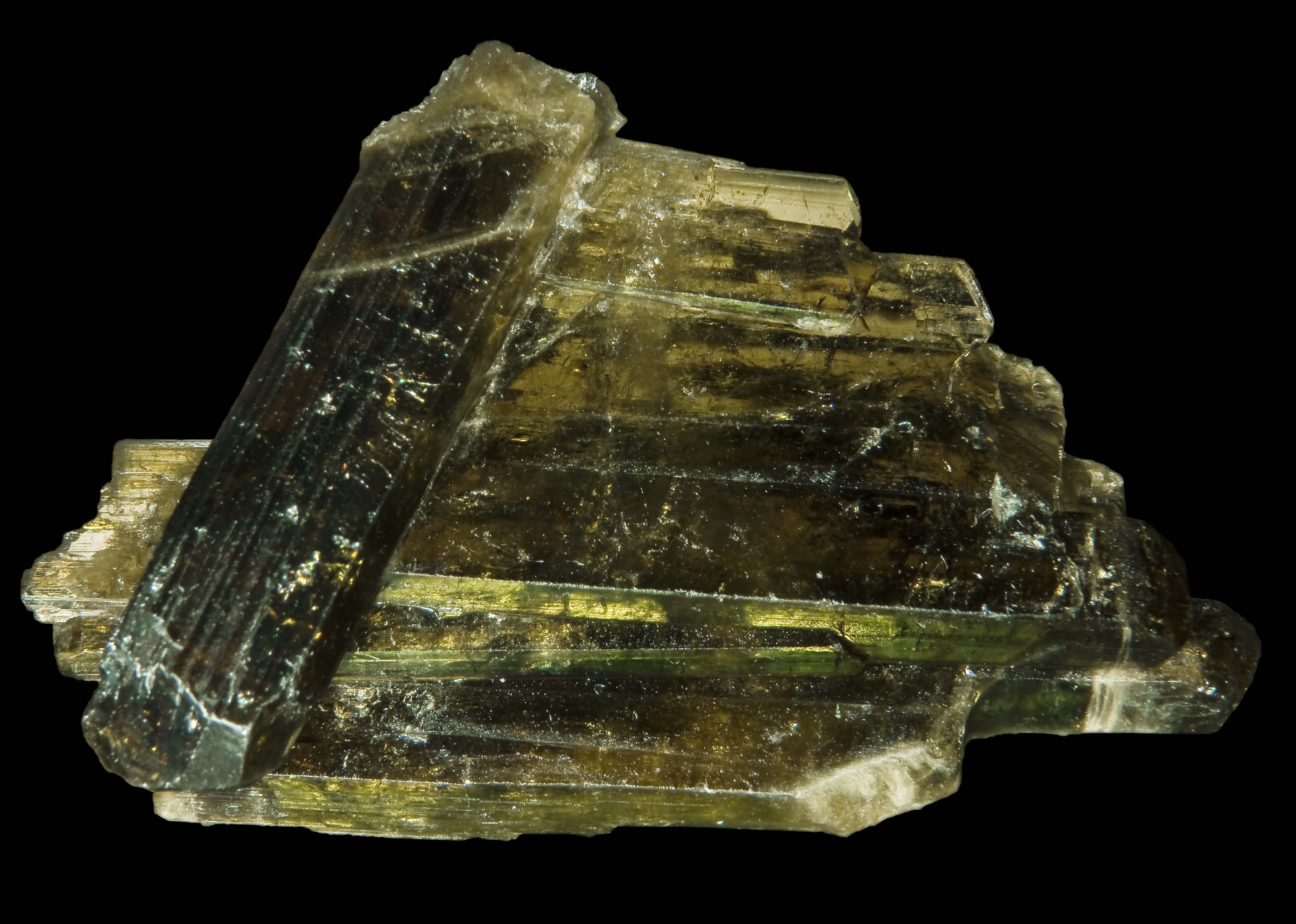
Green Monster Mountain, Alaska, SUA (5,2x3,5 cm)
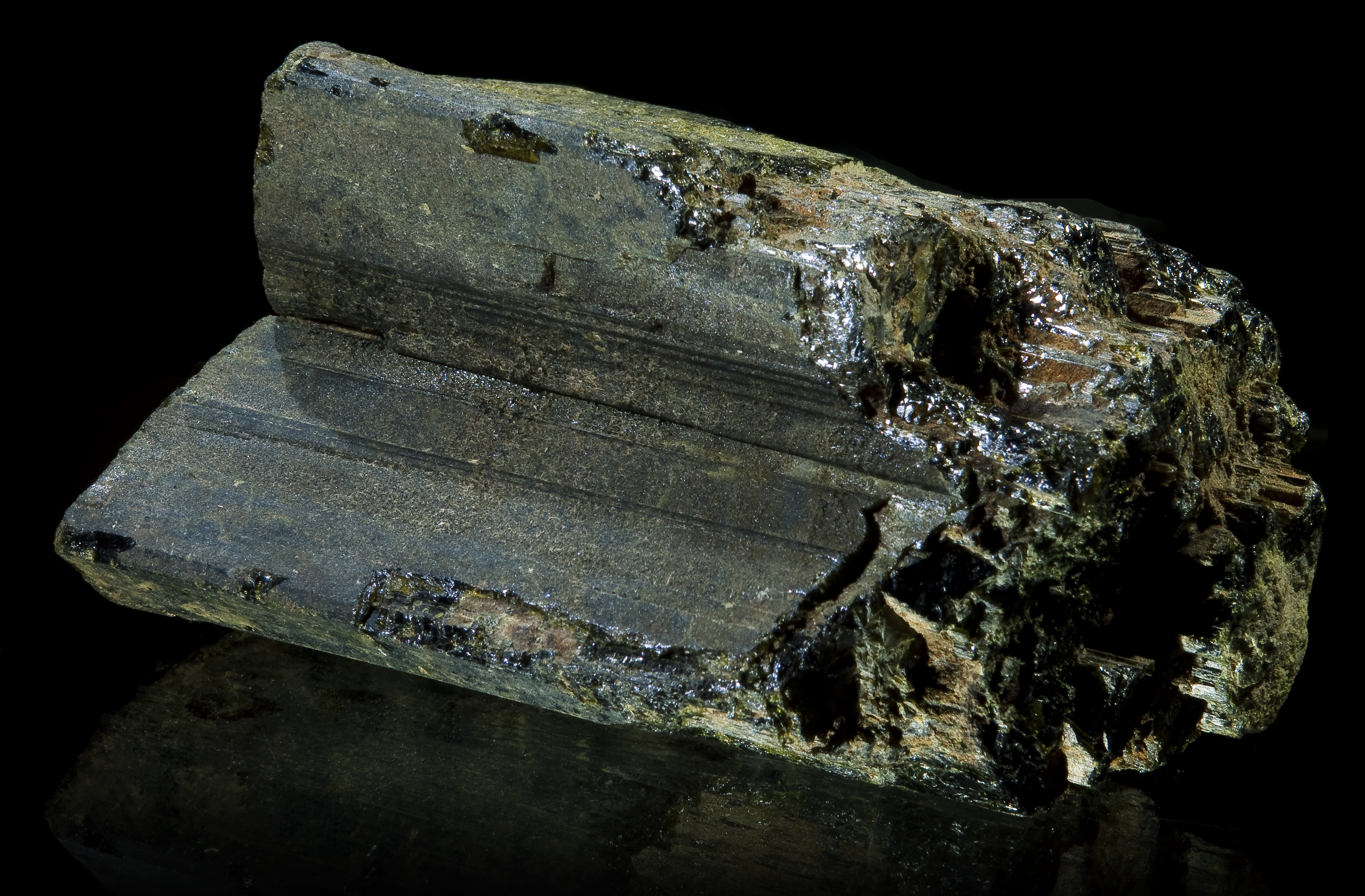
Macle: Matsaborivaky, Madagascar (12,5 cm)
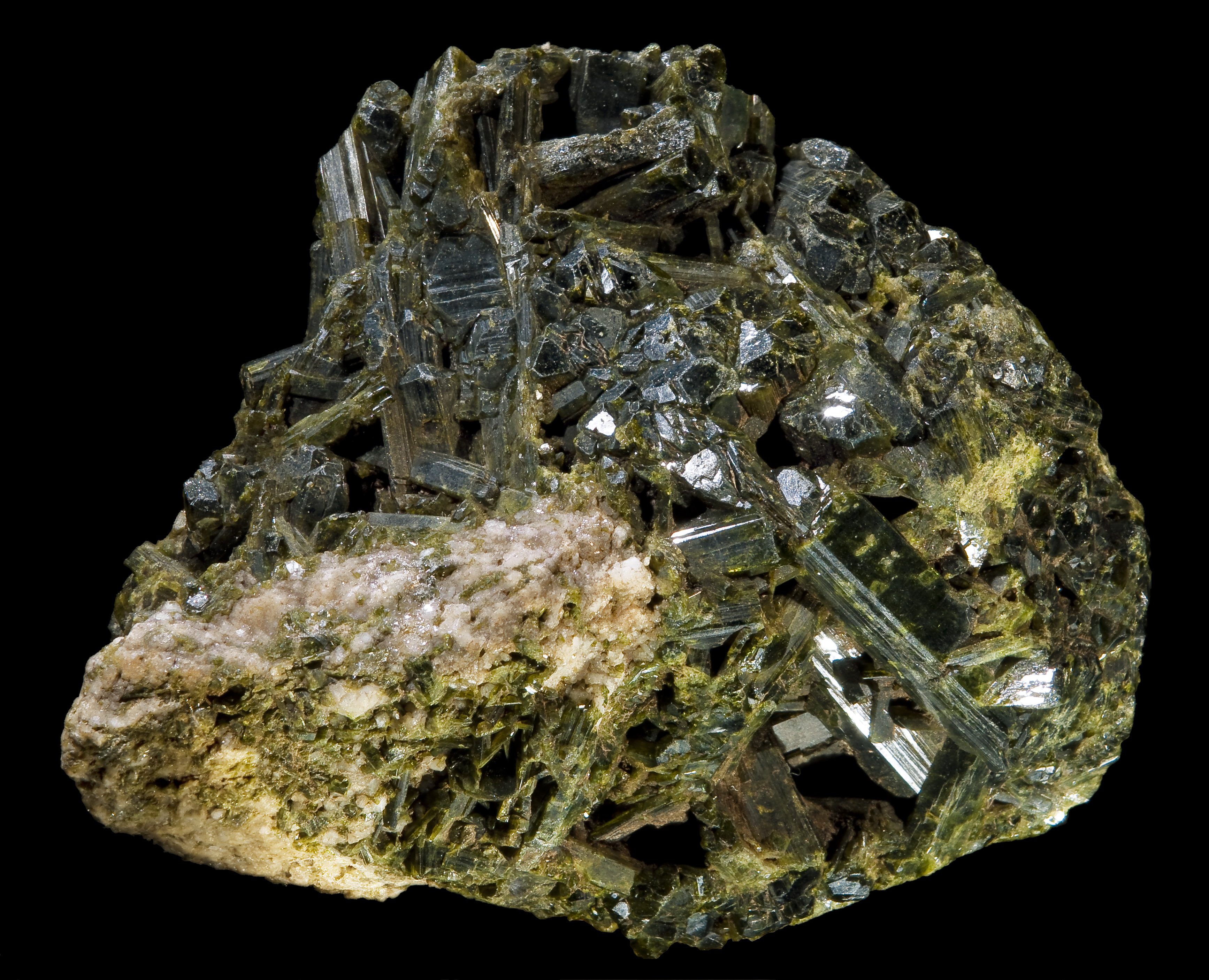
Matsaborivaky, Madagascar (8,5x8,3 cm)
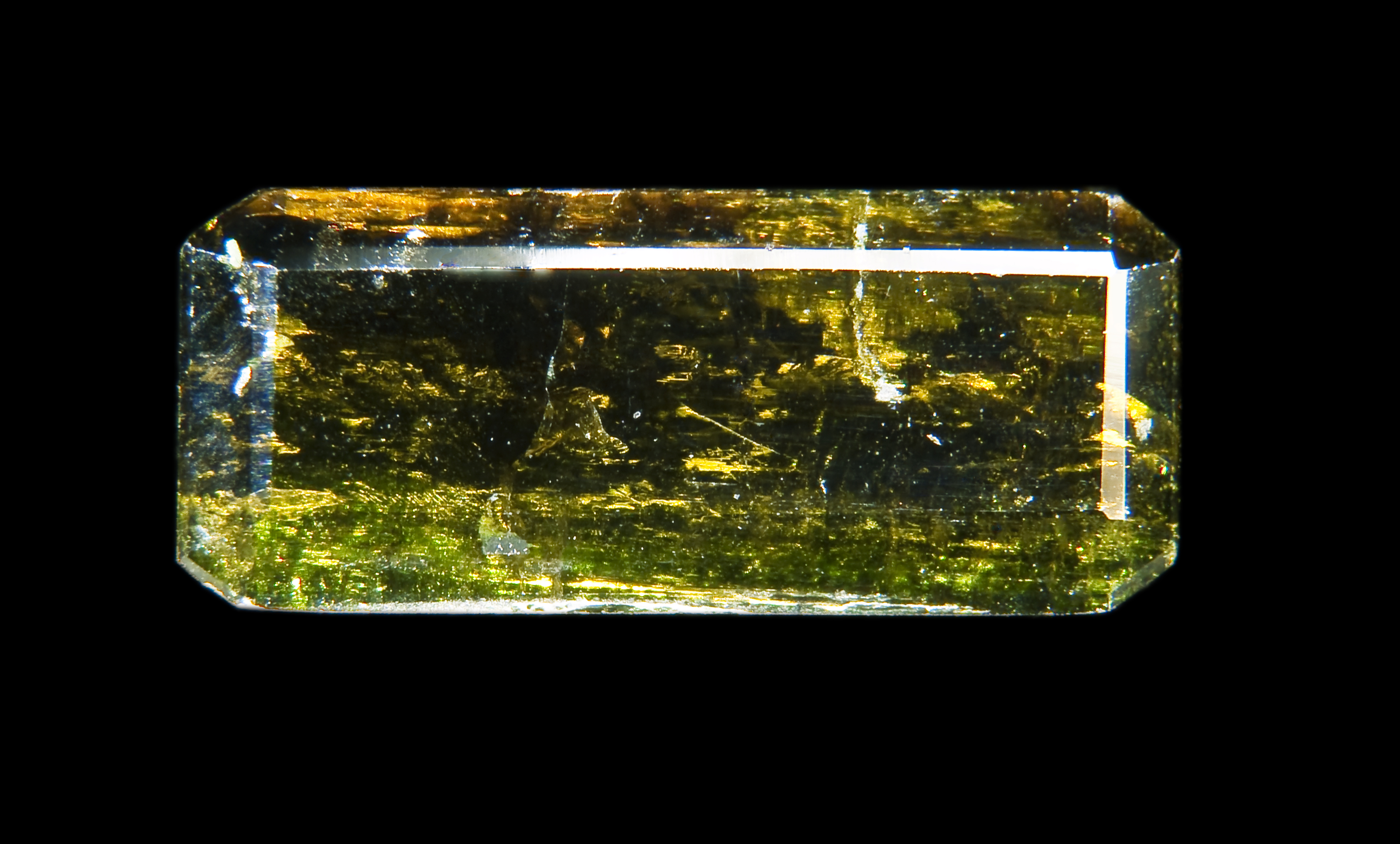
Epidote taillée -  Madagascar (1,86 cm)